# Datation radiométrique
Une datation radiométrique (dite « par radiochronologie ») est une méthode de datation absolue qui utilise la variation régulière au cours du temps de la proportion des radioisotopes présents dans certains corps. La plus connue est sans doute la datation par le carbone 14, mais il en existe bien d'autres. Toutes ne font pas appel aux mêmes raisonnements physiques et géologiques, et leurs précisions diffèrent. Les méthodes de datations radiométriques constituent le cœur de la géologie isotopique.

## Historique
Avant la découverte de la radioactivité, Lord Kelvin avait estimé l'âge de la Terre à quelque vingt millions d'années, en supposant que la seule source d'énergie capable de s'opposer à son refroidissement était la chaleur résiduelle initialement produite par la formation de la Terre. Un âge de seulement quelques dizaines de millions d'années fut considéré beaucoup trop court par les géologues, et un débat assez virulent s'ensuivit entre la communauté des géologues et celle des physiciens. Celui-ci ne devait prendre fin qu'une vingtaine d'années après la découverte de la radioactivité, trop tard pour que Kelvin puisse faire amende honorable. Plus tard, les physiciens ont apporté aux géologues des méthodes de datation absolue des roches, fondées sur la radioactivité et les abondances actuelles de certains radioéléments et de leurs produits de désintégration.
Les premiers essais de datation radiométrique coïncident quasiment avec les premiers pas de la radioactivité sur la scène scientifique. La datation semble être une des applications les plus naturelles de la radioactivité. La désintégration d'un élément radioactif obéit à une loi de décroissance exponentielle formulée en 1902 par Ernest Rutherford et Frederick Soddy. Ce phénomène régulier permet en principe de dater des événements que l'on peut associer à la production ou à l'accumulation d'un élément radioactif en un lieu donné, et dont l'âge est de l'ordre de grandeur de la demi-vie de cet élément. Dès 1905, dans son cours à l'université Yale, Rutherford propose de dater des minéraux grâce à la radioactivité : « L'hélium observé dans les minéraux radioactifs est presque certainement dû à sa production par le radium et les autres substances radioactives contenus dans ces minéraux. Si le taux de production de l'hélium en fonction du poids des divers radioéléments était connu expérimentalement, il devrait être possible de déterminer l'intervalle de temps requis pour produire la quantité d'hélium observée dans des minéraux radioactifs, ou, autrement dit, de déterminer l'âge du minéral ». »

## Datation radiométrique et géologie
La maîtrise du temps a révolutionné la géologie. L'examen stratigraphique des couches de terrain superposées donne leurs âges relatifs, à savoir leur ordre chronologique, mais pas leurs durées ou leur ancienneté — en dehors d'estimations grossières qui supposent d'ailleurs, entre autres, une vitesse de formation constante.
En revanche, dès la fin des années 1910, la datation de minéraux contenant des éléments radioactifs dont les demi-vies sont radiochronologiquement intéressantes permet de donner une estimation raisonnable des durées géologiques en âge absolu. Il devient dès lors possible de délimiter les durées géologiques à l'aide de repères temporels, certes plus ou moins précis, mais référencés par rapport au présent. Cette quantification, dont la précision et la complexité se sont accrues durant la seconde moitié du XXe siècle, a révolutionné la plupart des branches de la géologie, permettant par ailleurs l'essor de nouvelles disciplines comme l'étude des paléoenvironnements.

## Mesure de l’âge de la Terre
Depuis le XIXe siècle, la question de l'âge de la Terre est un sujet de controverse passionné. En 1921, Henry N. Russell suppose qu'une large portion de la croûte terrestre peut être considérée comme un réservoir unique, et datée grâce au rapport entre parents radioactifs (l'uranium et le thorium) et descendants stables (le plomb), en supposant que la roche ne contient pas de plomb lors de sa formation. Il calcule un âge de la Terre compris entre un et huit milliards d'années. Un comité sur l'âge de la Terre formé en 1931 conclut à la supériorité de la nouvelle méthode de datation de la Terre sur les anciennes. 
À la suite de l’étude par Alfred Otto Carl Nier (en) des isotopes du plomb (1938), puis du modèle proposé par Arthur Holmes et Fritz Houtermans (1946), les travaux sur l'âge de la Terre aboutissent dans les années 1950, lorsque les chercheurs disposent de tous les outils nécessaires : la connaissance de la chaîne de désintégration des isotopes naturels de longue demi-vie (de l'ordre du milliard d'années) ainsi que les bons instruments de mesure. Or, comme la roche primordiale a été entièrement détruite par les mouvements de l'écorce terrestre et par les processus sédimentaires, les tentatives de mesure directe de l'âge de la Terre sont vouées à l'échec. En 1956 cependant, Clair Patterson utilise la méthode de datation par l'uranium-plomb pour dater une météorite, en supposant qu'elle vient d'une planète qui s'est formée à peu près en même temps que la Terre. Il estime l'âge de la Terre à 4,55 milliards d'années, à 70 millions d'années près.